# Berenguer Sarriera
Berenguer Sarriera (o ça Riera o Çarriera) (Girona, 2a meitat segle xiii - Palau-sacosta, 1309) fou un cirurgià català, metge de la cort de Jaume II i ambaixador a Montpeller.

## Biografia
Nascut en una família de cirurgians de Girona, començà a exercir al costat del el seu pare Jaume Sarriera (o potser amb el seu oncle, Guillem Sarriera, metge al servei del rei Pere el Gran). Sembla que va ser l'introductor del Canon d'Avicenna a la cort catalanoaragonesa. També consta com a participant en l'expedició contra Sicília que emprèn Jaume II l'any 1300, acompanya l'exèrcit reial a Múrcia, intervé en el setge de Montfalcó el 1302 contra diversos nobles instigats pels comtes de Foix i, també en el setge d'Almeria del 1309. Casat amb Guilleuma d'Escales, Berenguer Sarriera, tingué quatre fills, dos dels quals també foren cirurgians: Arnau Sarriera que estudià medicina a Montpeller i Bernat Sarriera. El rei li concedí les terres de Quart i Palau-sacosta, on construí un castell que passà als seus fills.

## Obra mèdica i traduccions
A partir del 1304, Berenguer Sarriera treballa com a metge de la cort de Jaume II, juntament amb un nebot d'Arnau de Vilanova, Ermengol Blasi, format a Montpeller. A banda de les seves tasques com a cirurgià de la cort, Sarriera exerceix altres càrrecs de confiança del rei. Entre 1304 i 1306 és batlle de Girona i, més tard, consta com a ambaixador reial a Montpeller.
Una de les feines més destacades de Berenguer Sarriera fou la traducció del llatí al català del text Regimen Sanitatis ad Regem Aragonum, d'Arnau de Vilanova (com a Regiment de sanitat per al rei d'Aragó) que va fer el 1307 per encàrrec de la reina Blanca d'Anjou, esposa de Jaume II, que volia disposar d'aquesta obra amb recomanacions mèdiques però no sabia llatí. Com a reconeixement de la seva obra traductora, el Departament de Salut de la Generalitat de Catalunya edita, des de 1991, la col·lecció de llibres sobre terminologia mèdica «Reculls lexicogràfics Berenguer Sarriera».
Sarriera assolí fama internacional com a cirurgià. Es disposa de documentació d'alguns dels seus tractaments i casos, com una crisi hemorroïdal del rei Jaume II el 1297. Cap al 1308, tracta amb èxit el nunci papal a Anglaterra que patia una dislocació del maluc.